# Ворохтянська селищна рада
Ворóхтянська се́лищна ра́да — орган місцевого самоврядування Надвірнянського району Івано-Франківської області. Адміністративний центр — селище міського типу Ворохта.

## Загальні відомості
- Територія громади: 274,2 км²
- Населення громади: 6012 осіб
- Територією громади протікає річка Прут.
- На території громади є три водоспади: Прутський водоспа́д, Женецький водоспад, Нарінецький водоспад

## Населені пункти
Селищній раді підпорядковані населені пункти:
- смт Ворохта
- с. Татарів

## Склад ради
Рада складається з 22 депутатів та голови.
- Голова ради: Дзем'юк Олег Михайлович

### Депутати
За результатами виборів у 2020 році 

#### За суб'єктами висування
| Суб'єкт висування | Кількість обраних депутатів | %   |
| ----------------- | --------------------------- | --- |
| Самовисування     | 22                          | 100 |

#### За округами
| № ОВО | Прізвище, ім'я, по батькові   | Висування     | Відомості про обраного депутата |
| 1     | Косило Галина Олексіївна      | Самовисування | Громадянка України, народилася 20.09.1978 р., освіта середня спеціальна, безпартійна, МРЦ МВС України "Кременці", Масажист, місце проживання: с.Татарів, м.Яремче, Івано-Франківська обл. |
| 1     | Молдавчук Юрій Іванович       | Самовисування | Громадянин України, народився 10.04.1972 р., освіта середня спеціальна, безпартійний, Фізична-особа підприємець, місце проживання: с.Татарів, м.Яремче, Івано-Франківська обл. |
| 1     | Позур Анатолій Сергійович     | Самовисування | Громадянин України, народився 10.09.1986 р., освіта вища, безпартійний, Тимчасово не працює, місце проживання: с.Татарів, м.Яремче, Івано-Франківська обл. |
| 2     | Білоус Іван Зіновійович       | Самовисування | Громадянин України, народився 01.02.1983 р., освіта вища, безпартійний, Фізична-особа підприємець, місце проживання: с.Татарів, м.Яремче, Івано-Франківська обл. |
| 2     | Стефурак Роман Михайлович     | Самовисування | Громадянин України, народився 26.08.1979 р., освіта вища, безпартійний, Фізична-особа підприємець, місце проживання: с.Татарів, м.Яремче, |
| 2     | Яновська Галина Миколаївна    | Самовисування | Громадянка України, народилася 14.08.1964 р., освіта вища, безпартійна, Тимчасово не працює, місце проживання: с.Татарів, м.Яремче, Івано-Франківська обл.. |
| 3     | Білоус Ярослав Михайлович     | Самовисування | Громадянин України, народився 08.12.1986 р., освіта вища, безпартійний, Ворохтянська селищна рада, Секретар селищної ради, місце проживання: смт Ворохта, м.Яремче, Івано-Франківська обл. |
| 3     | Марків Михайло Миколайович    | Самовисування | Громадянин України, народився 05.08.1962 р., освіта вища, безпартійний, Фізична-особа підприємець, місце проживання: смт Ворохта, м.Яремче, Івано-Франківська обл |
| 3     | Пипич Віталій Степанович      | Самовисування | Громадянин України, народився 09.07.1981 р., освіта загальна середня, безпартійний, Фізична-особа підприємець, місце проживання: смт Ворохта, м.Яремче, Івано-Франківська обл. |
| 3     | Стефанців Степан Богданович   | Самовисування | Громадянин України, народився 02.06.1981 р., освіта загальна середня, безпартійний, Будинок культури в смт. Ворохта, звукооператор, місце проживання: смт Ворохта, м.Яремче, Івано-Франківська обл.                                                                                                 |
| 4     | Макійчук Андрій Васильович    | Самовисування | Громадянин України, народився 14.10.1989 р., освіта вища, безпартійний, Фізична-особа підприємець, місце проживання: смт Ворохта, м.Яремче, Івано-Франківська обл., |
| 4     | Масевич Володимир Ярославович | Самовисування | Громадянин України, народився 31.07.1989 р., освіта середня спеціальна, безпартійний, ПП ВКФ "Оксамит", Майстер лісу, місце проживання: смт Ворохта, м.Яремче, Івано-Франківська обл. |
| 4     | Палійчук Степан Петрович      | Самовисування | Громадянин України, народився 08.01.1976 р., освіта середня спеціальна, безпартійний, Фізична-особа підприємець, місце проживання: смт Ворохта, м.Яремче, Івано-Франківська обл. |
| 4     | Яворський Тарас Антонович     | Самовисування | Громадянин України, народився 08.04.1979 р., освіта середня спеціальна, безпартійний, Пошуково-рятувальне відділення смт. Ворохта Державної служби з надзвичайних ситуацій України в Івано-Франківської обл., Фельдшер-рятувальник, місце проживання: смт Ворохта, м.Яремче, Івано-Франківська обл. |
| 5     | Бевзюк Руслан Ярославович     | Самовисування | Громадянин України, народився 23.05.1970 р., освіта вища, безпартійний, Івано-Франківська комплексна ДЮСШ, Заступник директора, місце проживання: смт Ворохта, м.Яремче, Івано-Франківська обл. |
| 5     | Матійчук Іван Миколайович     | Самовисування | Громадянин України, народився 06.09.1973 р., освіта середня спеціальна, безпартійний, ФОП Матійчук .І.М, Фізична-особа підприємець, місце проживання: смт Ворохта, м.Яремче, Івано-Франківська обл                                                                                                  |
| 5     | Палійчук Михайло Михайлович   | Самовисування | Громадянин України, народився 09.08.1970 р., освіта вища, безпартійний, Пенсіонер, місце проживання: смт Ворохта, м.Яремче, Івано-Франківська обл. |
| 6     | Могилевич Лілія Василівна     | Самовисування | Громадянка України, народилася 16.07.1982 р., освіта вища, безпартійна, Приватний нотаріус Яремчанської міської ради Івано-Франківської обл.., Приватний нотаріус, місце проживання: смт Ворохта, м.Яремче, Івано-Франківська обл.,                                                                 |
| 6     | Молдавчук Олег Валерійович    | Самовисування | Громадянин України, народився 23.05.1988 р., освіта вища, безпартійний, Фізична-особа підприємець, місце проживання: смт Ворохта, м.Яремче, Івано-Франківська обл., |
| 6     | Палійчук Юрій Петрович        | Самовисування | Громадянин України, народився 05.09.1971 р., освіта середня спеціальна, безпартійний, Тимчасово не працює, місце проживання: смт Ворохта, м.Яремче, Івано-Франківська обл. |
| 7     | Братівник Антон Юрійович      | Самовисування | Громадянин України, народився 25.11.1977 р., освіта загальна середня, безпартійний, Тимчасово не працює, місце проживання: смт Ворохта, м.Яремче, Івано-Франківська обл. |
| 7     | Зінов’єв Іван Миколайович     | Самовисування | Громадянин України, народився 27.06.1981 р., освіта вища, безпартійний, ГО "Центр соціальних та ділових ініціатив", Голова ГО "Центр соціальних та ділових ініціатив", місце проживання: смт Ворохта, м.Яремче, Івано-Франківська обл.Ворохта                                                       |